# Louis Bouveault
Louis Bouveault (11 février 1864 - 5 septembre 1909) est un scientifique français, professeur de chimie organique à la  Faculté des Sciences de l'Université de Paris. Il est connu pour ses travaux sur la synthèse d'aldéhyde et la réduction de Bouveault et Blanc.

## Biographie
Né le 11 février 1864 à Nevers, Louis Bouveault est le fils de Théophile François Adolphe Bouveault (1834-1892), architecte de profession, et de Marie Pauline Arbelot. Il poursuit ses études au lycée de Nevers et au lycée Saint-Louis. Il est reçu à l'école polytechnique en 1883 ; sa place de sortie ne lui permettant pas d'accéder aux carrières civiles, il démissionne et démarre des études de chimie.
Il se marie à Marguerite Joséphine Nivault le 17 septembre 1895, dans le 3e arrondissement de Lyon.

## Décorations et reconnaissances
Louis Bouveault a été récompensé à plusieurs reprises. Parmi les prix et décorations reçus, on compte:
- Chevalier de la Légion d'honneur (1908)
- Prix La Caze (1895)
- Prix Jecker (1896 et 1903)
- médaille Berthelot (1903)

## Sources
- Christophe Charle et Eva Telkes-Klein, Les Professeurs de la faculté des sciences de Paris : Dictionnaire biographique (1901-1939), CNRS Éditions, 1er janvier 1989 (ISBN 2-222-04336-0, BNF 35063344).